# Hernesaaret
Hernesaaret är en ö i Finland. Den ligger i sjön Konnivesi och i kommunen Itis i den ekonomiska regionen  Kouvola ekonomiska region  och landskapet Kymmenedalen, i den södra delen av landet, 120 km nordost om huvudstaden Helsingfors. Öns area är 2,4 hektar och dess största längd är 400 meter i nord-sydlig riktning.